# Pro-erytroblast

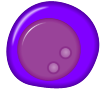
Pro-erytroblast

Pro-erytroblasten zijn rondachtige, 16–18 µm grote cellen met een grote, lichtgekleurde celkern, twee nucleoli en toenemend basofiel cytoplasma. Uit een multipotente stamcel kan zich een pro-erytroblast (van het Griekse blastos „kiem“), rubriblast of pronormoblast ontwikkelen. Uit een pro-erytroblast ontstaan door celdeling en verdere celdifferentiëring 16 erytrocyten. Tegelijkertijd zorgen overlevingsgenen zoals Bcl-xL en andere erytroïde genen dat grote hoeveelheden ijzer voor de aanmaak van hemoglobine wordt opgeslagen.
Na de celdeling van de pro-erytroblasten ontstaan allereerst de basofiele erytroblasten. De erytroblast is de voorloper van de normoblast. Hieruit ontstaat na celkern uitstoting de reticulocyt, waaruit vervolgens de uiteindelijke erytrocyt ontstaat.
Het cytoplasma van de pro-erytroblast kleurt blauw met H&E-kleuring. In de histologie is het echter zeer moeilijk om de pro-erytroblast van de lymfoblast, myeloblast, monoblast en megakaryoblast te onderscheiden.

## Overzichthematopoëtische stamcelrode beenmerg
| Hematopoëse            | Hematopoëse          | Hematopoëse            | Hematopoëse | Hematopoëse | Hematopoëse | Hematopoëse | Hematopoëse | Hematopoëse     | Hematopoëse    |
| ---------------------- | -------------------- | ---------------------- | ----------- | ----------- | ----------- | ----------- | ----------- | --------------- | -------------- |
| Leukopoëse             | Leukopoëse           | Leukopoëse             | Leukopoëse  | Leukopoëse  | Leukopoëse  | Leukopoëse  | Leukopoëse  | Erytropoëse     | Trombopoëse    |
| Myeloblast             | Myeloblast           | Myeloblast             | Monoblast   | Lymfoblast  | Lymfoblast  | Lymfoblast  |             | Pro-erytroblast | Megakaryoblast |
| Myeloblast             | Myeloblast           | Myeloblast             | Monoblast   | Lymfoblast  | Lymfoblast  | Lymfoblast  | Erytroblast |                 | Megakaryoblast |
| Myeloblast             | Myeloblast           | Myeloblast             | Monoblast   | Lymfoblast  | Lymfoblast  | Lymfoblast  | Normoblast  |                 | Megakaryoblast |
| Promyelocyt            | Promyelocyt          | Promyelocyt            | Monocyt     | Lymfocyt    | Lymfocyt    | Lymfocyt    | Reticulocyt | Megakaryocyt    |                |
| Neutrofiele granulocyt | Basofiele granulocyt | Eosinofiele granulocyt | Macrofaag   | B-cel       | T-cel       | NK-cel      | Mastocyt    | Erytrocyt       | Trombocyt      |